# Aerodramus
Aerodramus es un género de aves apodiformes perteneciente a la familia Apodidae y la tribu Collocalini. Sus miembros se localizan en las regiones tropicales y subtropicales del sur de Asia y Oceanía. Son aves pequeñas de largas alas y de tonos oscuros denominados comúnmente salanganas. Muchos de ellos anteriormente se clasificaban en Collocalia, pero el ornitólogo estadounidense Harry Church Oberholser los resituó en este género aparte en 1906.
Estas salanganas anidan y duermen en cuevas, y son capaces de usar un método simple pero efectivo de ecolocalización para desplazarse en la oscuridad de las cavernas, lo que les diferencia de los demás apodiformes y del resto de las aves. Aerodramus es un grupo de taxonomía complicada debido a la gran similitud de muchas de sus especies. Para establecer las relaciones dentro del grupo se han usado sus formas de ecolocalización, la secuenciación de ADN e incluso los piojos que las parasitan, aunque todavía no están resueltas totalmente todas las relaciones, como el emplazamiento exacto de la salangana papú.
Los miembros de Aerodramus utilizan su saliva como el principal material de construcción de sus nidos. En dos especies la saliva es el único componente de los nidos, y estos son recolectados por los humanos para preparar el famoso plato de la cocina china «sopa de nido de golondrina». La sobreexplotación de estos nidos supone una gran presión para las poblaciones de salanganas.

## Distribución
El área de distribución de estas salanganas se restringe a las zonas tropicales del sur de Asia, Oceanía, hasta el noreste de Australia y el océano Índico, con la mayor diversidad en el Sureste Asiático, Indonesia y Papúa Nueva Guinea. varias de estas especies están confinadas en pequeñas islas, y su limitado área de distribución las hacen vulnerables, como las salanganas de Seychelles, de Whitehead y  Guam. Recientemente se ha descubierto un nuevo miembro fósil del grupo, salangana de Mangaia.

## Descripción

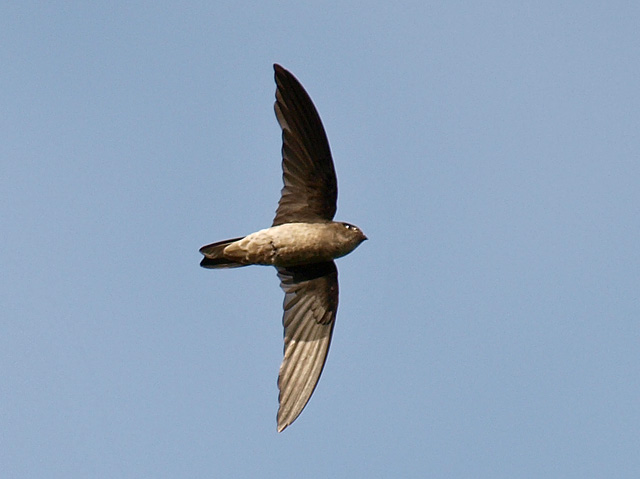
Salangana nidonegro en vuelo.

Los miembros de Aerodramus en muchos aspectos se parecen a los vencejos típicos, tienen alas estrechas para el vuelo rápicos, picos cortos y anchos rodeados de barbas para atrapar insectos. Tienen plumajes de colores discretos principalmente con tonos de negro, pardo o gris. Los componentes del género generalmente tienen las partes superiores de las alas y cuerpo de color pardo oscuro, a veces con el obispillo más claro, las partes inferiores de color marrón, la garganta más clara, y la parte inferior de las alas blanquecina parduzca con las axilas pardas oscuras. Machos y hembras tienen plumajes de apariencia similar, al igual que los juveniles, aunque estos suelen tener los bordes de las plumas de vuelo más claros.
Sus piernas, como la mayoría de los apódidos, son muy cortas, que impiden que estas aves se puedan posar en las ramas de los árboles, pero les permiten trepar por la superficie de los acantilados. En vuelo principalmente planean debido a sus largísimas primarias y sus pequeños músculos del pecho.  Las salanganas Aerodramus, según las especies, pesan entre 8–35 gramos y miden entre 9–16 centímetros de largo. Estas salanganas tienen un aspecto muy similar entre ellas, y donde coinciden varias especies, como en Borneo, Nueva Guinea y las Filipinas, no pueden ser diferenciadas en el campo.

## Especies
Se reconocen 27 o 29 especies:

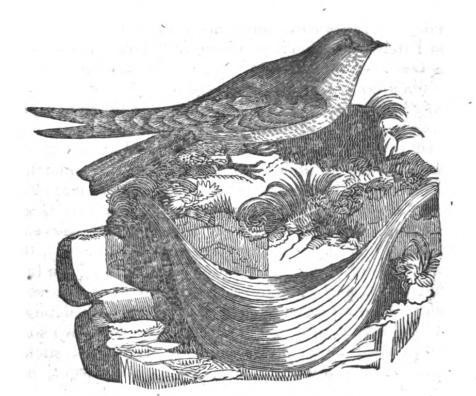
Ilustración de John Latham de una salangana nidoblanco y su nido.

- Aerodramus elaphrus - salangana de Seychelles
- Aerodramus francicus - salangana de las Mascareñas
- Aerodramus unicolor - salangana malabar
- Aerodramus mearnsi - salangana filipina de Mearns
- Aerodramus infuscatus - salangana moluqueña
  - Aerodramus sororum - salangana de Célebes (subespecie A. infuscatus o especie, según autores)
  - Aerodramus ceramensis - salangana de Ceram (subespecie A. infuscatus o especie, según autores)
- Aerodramus hirundinaceus - salangana montana
- Aerodramus spodiopygius - salangana culiblanca
- Aerodramus terraereginae - salangana australiana
- Aerodramus brevirostris - salangana del Himalaya
- Aerodramus rogersi - salangana indochina
- Aerodramus vulcanorum - salangana volcánica
- Aerodramus whiteheadi - salangana de Whitehead
- Aerodramus nuditarsus - salangana tarsidesnuda
- Aerodramus orientalis - salangana de Guadalcanal
- Aerodramus salangana - salangana de la Sonda
- Aerodramus vanikorensis - salangana de Vanikoro
- Aerodramus amelis - salangana filipina de Ameline
  - Aerodramus palawanensis - salangana de Palawan (subespecie A. vanikorensis o A. amelis, según autores)
- Aerodramus pelewensis - salangana de las Palau
- Aerodramus bartschi - salangana de Guam
- Aerodramus inquietus - salangana de las Carolinas
- Aerodramus leucophaeus - salangana polinesia
- Aerodramus sawtelli - salangana de las Cook
- Aerodramus ocistus - salangana de las Marquesas
- Aerodramus maximus - salangana nidonegro
- Aerodramus fuciphagus - salangana nidoblanco
- Aerodramus germani - salangana de German
- Aerodramus papuensis - salangana papú

## Comportamiento

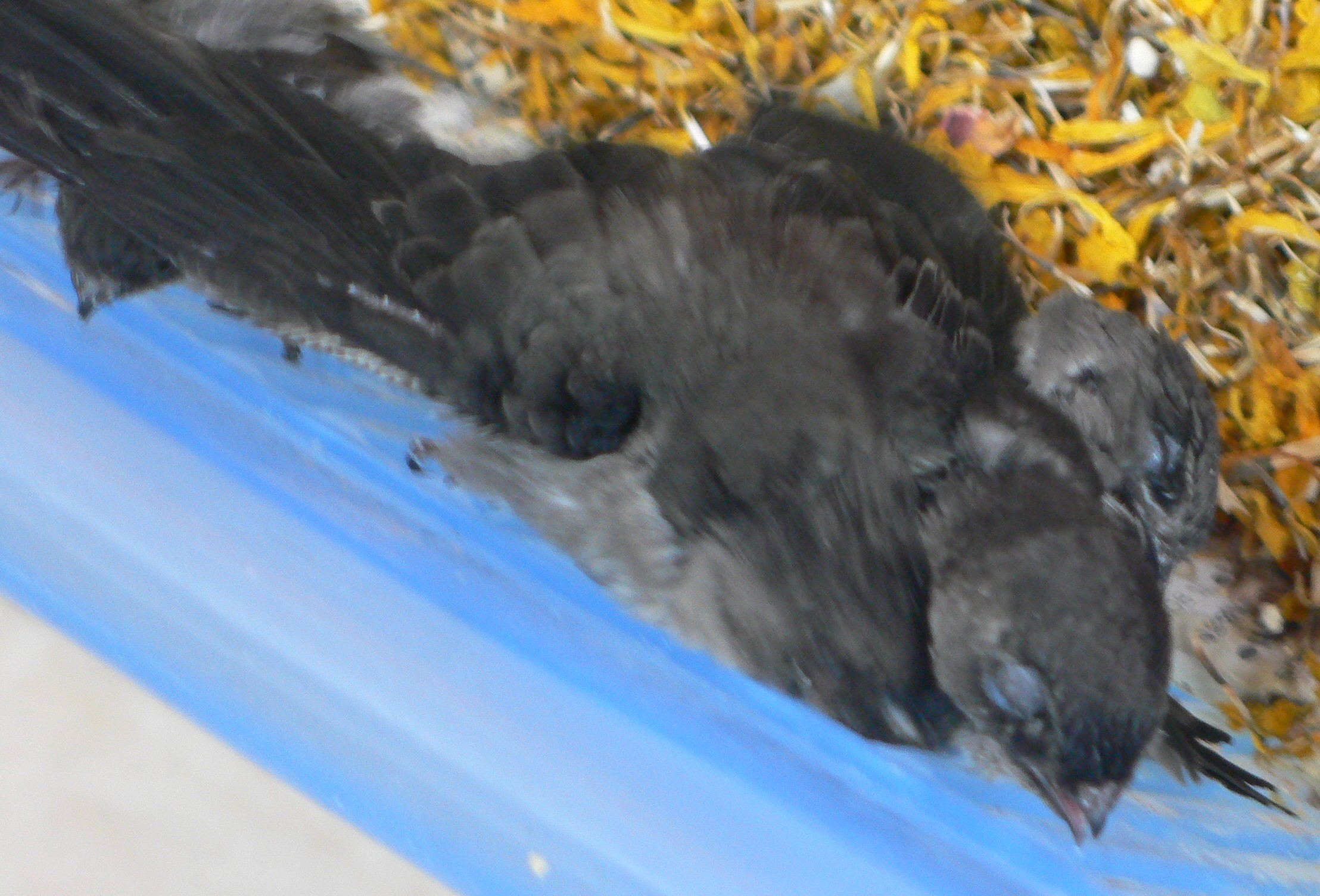
Pollos de salangana de German caídos del nido criados a mano.

Las salanganas Aerodramus son insectívoros aéreos, que atrapan presas como las moscas en vuelo. Descansan y crían en cuevas, durante el día dejan las cuevas para buscar alimento y regresan a ellas para dormir de noche. Son monógamas y ambos miembros de la pareja cuidan de los pollos. Los machos realizan exhibiciones aéreas para atraer a las hembras y los apareamientos se realizan en el nido. La estación de cría coincide con la estación de lluvias, que se corresponde con el incremento de la población de insectos.
El tamaño de la puesta depende de los lugares y la fuente de alimento, pero generalmente las salanganas ponen uno o dos huevos. Los huevos son blanquecinos, y son empollados en días alternos. Muchos, si no todos, anidan en colonias, y algunos construyen sus nidos en lo alto de las paredes de las cavernas.
La mayoría de las salanganas Aerodramus viven en la región indo-pacífica tropical y no son migradores. Estas aves generalmente usan siempre las mismas cuevas y otros lugares de descanso y anidamiento. Ejemplos de grandes lugares de anidamiento se encuentran las  cuevas de Niah y Parque nacional de Gunung Mulu, que están ambos situados en Sarawak, en la zona malaya de Borneo. 
Se pueden usar peculiaridades de su comportamiento para diferenciar entre ellas ciertas especies de Aerodramus como el tipo de materiales adicionales a la saliva que usan para construir sus nidos.

## Ecolocalización

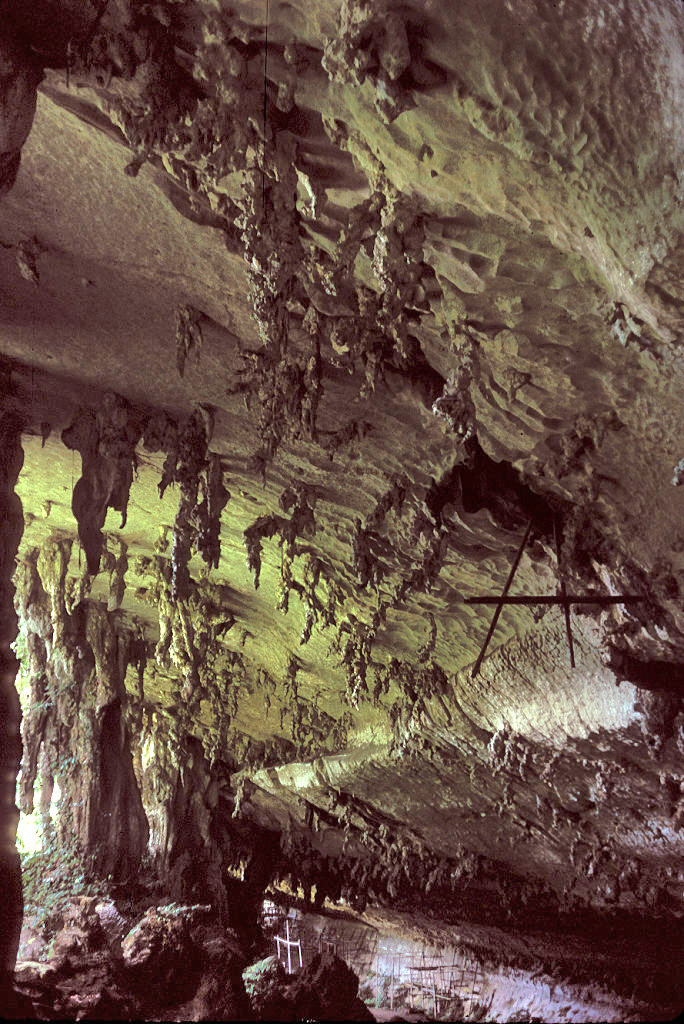
Cueva de Niah, lugar de anidamiento de salanganas.

El género Aerodramus es de especial interés por su uso de la ecolocalización. Las salanganas utilizan esta habilidad para desplazarse en la oscuridad por las simas y corredores de las cavernas donde crían y descansan por la noche. Además de las salanganas solo otra especie de ave usa la ecolocalización, el guácharo, que no está emparentado con ellas.
Los dobles clics que usan las salanganas Aerodramus para la ecolocalización están entre el rango de audición normal de los humanos y 3 milisegundos por encima, con intervalos que se hacen más cortos en los lugares más oscurosa. A diferencia del resto de componentes del género (de las especies estudiadas), la salangana de las Cook (A. sawtelli) y la salangana nidonegro (A. maximus) emiten un solo clic. Curiosamente estas dos especies además usan la ecolocalización fuera de las cuevas.
La ecolocalización fue la característica que determinó que se separara a los miembros de Aerodramus del resto de salanganas de las cavernas, de los géneros Collocalia y Hydrochous (prácticamente no se sabe nada en este sentido de Schoutedenapus). Sin embargo, recientemente se ha descubierto que la salangana chica (Collocalia troglodytes) realiza sonidos similares tanto dentro como fuera de las cuevas donde descansan.
Recientemente se ha determinado que los tipos de gritos de ecolocalización coinciden con las relaciones evolutivas entre salanganas como indica la comparación de las secuencias de ADN. Esto indica que como en los murciélagos, una vez que aparecen los sonidos de ecolocaliación se adaptan rápida e independiéntemente a los ambientes acústicos de cada especie.
Un estudio que localiza las zonas del sistema nervioso central implicadas en la detección de los clics de ecolocalización y las subunidades del aparato vocal que los emiten, sugiere que las adaptaciones del aparato vocal estaban presentes antes de estar involucradas en la ecolocalización. Este estudio apoyaría la hipótesis de una evolución independiente de la ecolocalización en Aerodramus y Collocalia, que habrían heredado las partes necesarias del aparato vocal de un ancestro nocturno y posteriormente habrían desarrollado las capacidades sensoriales complejas para la ecolocalización.
Se ha sugerido que la salangana gigante (Hydrochous gigas), que no realiza ecolocalización, podría descender de un ancestro que sí era ecolocalizador.

## Nidos de saliva

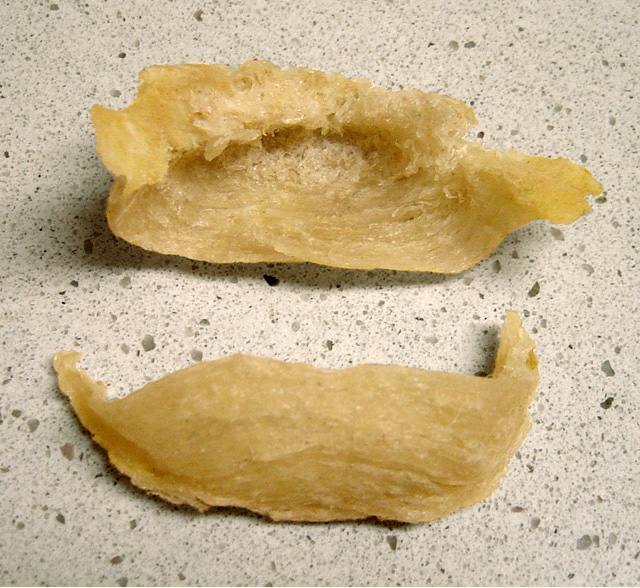
Muestras de nidos de saliva de salangana nidoblanco.

Los miembros de este género usan su saliva como material de construcción de sus nidos, algunos de los cuales no contienen ningún otro material. Construyen nidos pegados a las paredes en forma de cuenco poco profundo colocando hebras de su pegajosa saliva alternativamente, tras dejar secar la capa anterior. La mayoría de las especies incorporan además a la estructura distintos materias vegetales, como ramitas, y plumas. En cambio dos de las especies usan como material de construcción de sus nidos exclusivamente la saliva, la salangana nidoblanco (Aerodramus fuciphagus) y la salangana nidonegro (Aerodramus maximus). Los nidos de estas dos especies son recolectados para realizar la especialidad de la cocina china, sopa de nido de golondrina, que alcanza precios extraordinariamente altos. La gran demanda de estos nidos en las últimas décadas ha tendido un efecto adverso en las poblaciones de estas aves. La población de salangana nidonegro de las cuevas de Niah descendió del millón y medio de parejas de 1959 hasta llegar a 150,000–298,000 parejas de inicios de la década de 1990 a causa de la sobreexplotación.
En el pasado los científicos desconocían la procedencia del material que usaban las salanganas para hacer sus nidos, y propusieron diversos orígenes como el esperma de ballena o pescado, o la espuma de mar. Incluso en la década de 1830 ya se había establecido con bastante seguridad el uso de la saliva, se creía que era solo el cemento para unir un tipo de planta marina que sería el que proporcionaría la mayor parte del material gelatinoso del nido.

## Piojos
Debido a las dificultades taxonómicas del grupo, se han usado los parásitos externos de estas aves para proporcionar información de sus relaciones. Se realizó un estudio de transferencia de piojos entre varias especies de salanganas del norte de Borneo. La supervivencia de los piojos en la mayoría de las transferencias significativamente de las diferencias de tamaño de las bárbulas de las plumas entre la especie donante y el receptora. Así la adaptación de los piojos a determinados recursos del cuerpo del huésped gobernaban la especificidad de los piojos de las salanganas. En el caso de transferencias entre especies donde el piojo sobrevivía se observó que los estos se trasladaban a distintas partes del cuerpo donde el diámetro de la barba fuera similar a los valores del que provenían.

## Salangana papú
La salangana papú (Aerodramus papuensis), tiene tres dedos en lugar de los cuatro habituales en el grupo. Tiene la capacidad de ecolocalizar, pero a diferencia de las demás especies estudiadas que principalmente usan la ecolocaliación cuando vuelan en el interior de las cuevas, la salangana papú, que parece ser nocturna o crepuscular, usa la ecolocalización por la noche en el exterior. Esta especie realiza clics simples, no dobles. Los datos proporcionados por las secuencias de ADN indican una relación basal entre A. papuensis y los demás taxones de Aerodramus y sugieren que esta especie y la salangana gigante Hydrochous gigas están próximamente emparentados, lo que indicaría que el género Aerodramus sería parafilético.